# 中郷村 (千葉県印旛郡)
中郷村（なかごうむら）とは、千葉県印旛郡にかつて存在した村である。

## 地理
- 現在の成田市、旧成田市の中部に位置している。
- 村域は台地と平地が入り組む谷戸が多い地形になっている。

## 歴史
- 1889年（明治22年）4月1日 - 町村制施行に伴い、野毛平村、東金山村、関戸村、和田村、下金山村、新妻村、芦田村、東和泉村、西和泉村、赤荻村が合併し下埴生郡中郷村が発足。
- 1897年（明治30年）4月1日 - 下埴生郡が印旛郡に編入。同郡の所属となる。
- 1954年（昭和29年）3月31日 - 成田町、八生村、公津村、久住村、遠山村、豊住村と合併し成田市が発足。同日中郷村廃止。

### 変遷表
| 1868年 以前 | 1868年 以前 | 明治22年 4月1日 | 明治30年 4月1日 | 明治30年 4月1日 | 昭和29年 3月31日 | 現在   |
| ----------- | ----------- | --------------- | --------------- | --------------- | ---------------- | ------ |
|             | 野毛村      | 中郷村          | 印旛郡 に編入   | 中郷村          | 成田市           | 成田市 |
|             | 東金山村    | 中郷村          | 印旛郡 に編入   | 中郷村          | 成田市           | 成田市 |
|             | 下金山村    | 中郷村          | 印旛郡 に編入   | 中郷村          | 成田市           | 成田市 |
|             | 赤荻村      | 中郷村          | 印旛郡 に編入   | 中郷村          | 成田市           | 成田市 |
|             | 和田村      | 中郷村          | 印旛郡 に編入   | 中郷村          | 成田市           | 成田市 |
|             | 関戸村      | 中郷村          | 印旛郡 に編入   | 中郷村          | 成田市           | 成田市 |
|             | 新妻村      | 中郷村          | 印旛郡 に編入   | 中郷村          | 成田市           | 成田市 |
|             | 芦田村      | 中郷村          | 印旛郡 に編入   | 中郷村          | 成田市           | 成田市 |
|             | 東和泉村    | 中郷村          | 印旛郡 に編入   | 中郷村          | 成田市           | 成田市 |
|             | 西和泉村    | 中郷村          | 印旛郡 に編入   | 中郷村          | 成田市           | 成田市 |

## 人口・世帯

### 人口
総数 [単位： 人]
| 1891年（明治24年） | 2,127 |
| 1904年（明治37年） | 2,207 |
| 1920年（大正 9年） | 2,777 |
| 1932年（昭和 7年） | 2,278 |
| 1950年（昭和25年） | 2,849 |

### 世帯
総数 [単位： 世帯]
| 1932年（昭和 7年） | 401 |
| 1950年（昭和25年） | 471 |

## 交通

### 道路
- 二級国道
  - 国道123号（ → 国道51号）